# Yusuf Gatewood
Yusuf Keith Gatewood (Hillsborough, 12 de septiembre de 1982) es un actor estadounidense residente actualmente en Los Ángeles, California. Es conocido por interpretar a Vincent / Finn en The Originals, Doug en la película de 2005 The Interpreter y Clarence Greene en la película de 2006 House at the End of the Drive. Su trabajo en televisión incluye papeles invitados en la serie de televisión Hack (2003), Ley y orden: Intención criminal (2003), CSI: Crime Scene Investigation (2006) y CSI: Miami (2007). Desde 2014, Gatewood ha estado tocando los personajes duales de Finn Mikaelson y Vincent Griffith en la serie de televisión sobrenatural CW The Originals.
Gatewood se graduó de la Academia Durham en Durham, Carolina del Norte.

## Filmografía

### Películas
| Año  | Título                        | Rol             |
| ---- | ----------------------------- | --------------- |
| 2000 | House at the End of the Drive | Howard          |
| 2005 | The Interpreter               | Doug            |
| 2014 | House at the End of the Drive | Clarence Greene |
| 2016 | Barbershop: The Next Cut      | Dereck          |

### Televisión
| Año       | Título                         | Rol                             |
| --------- | ------------------------------ | ------------------------------- |
| 2003      | Hack                           | Truby                           |
| 2003      | Law & Order: Criminal Intent   | Detective Lewis                 |
| 2006      | CSI: Crime Scene Investigation | DJ                              |
| 2007      | CSI: Miami                     | Gary Howardwick                 |
| 2008      | Lincoln Heights                | Desconocido                     |
| 2008      | Mask of the Ninja              | Ed                              |
| 2014–2018 | The Originals                  | Vincent Griffith/Finn Mikaelson |
| 2019      | Good Omens                     | Hambre                          |
| 2020      | The Umbrella Academy           | Raymond                         |